# 拉塔基亚大学
35°31′24″N 35°48′28″E / 35.52333°N 35.80778°E
拉塔基亚大学（阿拉伯语：‎），是位于叙利亚拉塔基亚的一个大学。它是叙利亚第三大大学，成立于1971年5月20日，当时名称为拉塔基亚大学，在十月战争后更名为蒂什林大学。最终在2024年恢复了原名。
1970年代，该校拥有阿拉伯文学、科学、农学院三个部门，983名学生。之后学校不断扩建，并拥有超过7万学生，成为叙利亚第三大大学，其院系部门包括医学、护理、牙医、科学、护理、教育、农业、法律、历史、工程、艺术等领域。叙利亚前总理欧马·加拉瓦基毕业于该校。